# IST-Hochschule für Management
Die IST-Hochschule für Management ist eine private staatlich anerkannte Hochschule mit Sitz in Düsseldorf, die branchenspezifische Fernstudiengänge in den Bereichen Sport, Fitness, Gesundheit, Tourismus, Hospitality, Kommunikation, Medien, Event und Wirtschaft anbietet. Die angebotenen Bachelor- und Master-Studiengänge sollen die Studenten auf Führungspositionen im mittleren und gehobenen Management vorbereiten. Träger ist die IST-Hochschule für Management GmbH (Düsseldorf).

## Geschichte

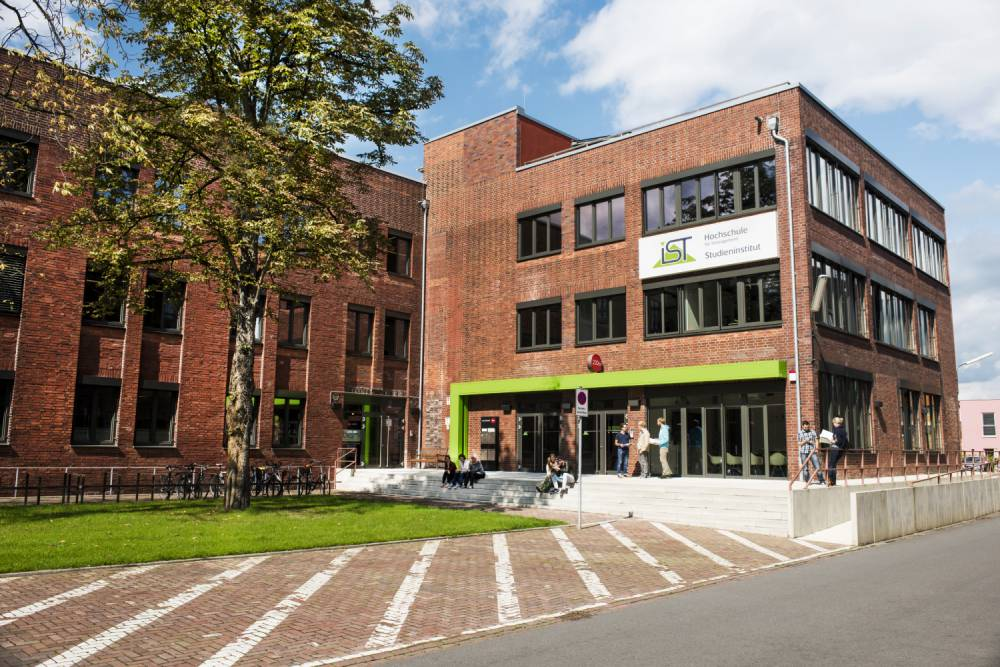
Standort Düsseldorf

Die IST-Hochschule für Management wurde 2013 gegründet. Sie ist ein Tochterunternehmen der IST-Studieninstitut GmbH. Ursprünglich stand IST für „Institut für Sport und Touristik“. Diese Auflösung ist jedoch aufgrund der fortschreitenden Ausweitung auf andere Branchen nicht mehr gebräuchlich. 100 berufliche Qualifikationen stehen zur Auswahl. Im November 2012 wurden alle Bachelor-Studiengänge durch die Foundation for International Business Administration Accreditation (FIBAA) akkreditiert. Im Februar 2013 erfolgte die Anerkennung der Hochschule durch das Ministerium für Innovation, Wissenschaft und Forschung des Landes Nordrhein-Westfalen (MIWF NRW). Einen Monat später wurden die Bachelor-Studiengänge von der Staatlichen Zentralstelle für Fernunterricht (ZFU) geprüft und zugelassen. Im Juli 2016 wurden die ersten branchenspezifischen Master-Studiengänge durch die FIBAA akkreditiert.

## Fachrichtungen der Bachelor-Studiengänge
- Sportbusiness Management (Voll-, Teilzeit, dual)
- Sportwissenschaft und Training (Voll-, Teilzeit, dual)
- Fitness and Health Management (Voll-, Teilzeit)
- Fitnesswissenschaft und Fitnessökonomie (Voll-, Teilzeit, dual)
- Prävention und Gesundheitsförderung (Voll-, Teilzeit, dual)
- Management im Gesundheitswesen (Voll-, Teilzeit, dual)
- Tourismus Management (Voll-, Teilzeit, dual)
- Hotel Management (Voll-, Teilzeit, dual)
- Hotel- und Tourismusmarketing (Voll-, Teilzeit, dual)
- Kommunikation & Eventmanagement (Voll-, Teilzeit, dual)
- Kommunikation & Medienmanagement (Voll-, Teilzeit, dual)
- Business Administration (Voll-, Teilzeit, dual)
- Online-Marketing & Marketingmanagement (Voll-, Teilzeit, dual)

## Fachrichtungen der Master-Studiengänge
- Sportbusiness Management (Voll-, Teilzeit, dual)
- Prävention, Sporttherapie und Gesundheitsmanagement (Voll-, Teilzeit, dual)
- Trainingswissenschaft und Sporternährung (Voll-, Teilzeit, dual)
- MBA Health Care Management (Voll-, Teilzeit, dual)
- Kommunikationsmanagement (Voll-, Teilzeit, dual)
- Business Transformation Management (Voll-, Teilzeit, dual)
- Master of Business Administration (MBA) (Voll-, Teilzeit, dual)

## Lehrkonzept
Das Studium richtet sich gleichermaßen an Schulabgänger, die einen beruflichen Einstieg in die jeweilige Branche anstreben, wie an Personen, die bereits über Berufserfahrung verfügen und sich nebenberuflich akademisch weiterbilden möchten. Der Großteil der Studieninhalte wird im Selbststudium erarbeitet. Neben speziell aufbereiteten Lehrheften und ergänzenden Praxisphasen werden E-Learning-Methoden, wie beispielsweise Online-Vorlesungen, Online-Tutorien und webbasierte Trainings angeboten, die über einen hochschuleigenen Online-Campus abrufbar sind. Darüber hinaus gibt es eine Lern-App.
Neben den Pflichtmodulen des General Managements und den fachspezifischen Modulen haben die Studierenden die Möglichkeit, berufsfeldorientierte Wahlmodule nach ihren Interessen zu belegen. Während die Präsenzseminare in Düsseldorf stattfinden, können Präsenzprüfungen auch in Essen, Frankfurt am Main, Hamburg, Berlin, München, Weil am Rhein und im Raum Stuttgart abgelegt werden. Neben einer klassischen sechssemestrigen Variante wird eine achtsemestrige Teilzeit-Variante angeboten. Wahlweise können Praxis- oder Auslandssemester absolviert werden.

## Kongresse und Veranstaltungen
Zusammen mit Stephan Geisler (Sportwissenschaftler) veranstaltet die Hochschule den Fitnesswissenschaftskongress mit dem Ziel, Wissenschaftler aus unterschiedlichen Fachbereichen unter der Überschrift „Fitnesswissenschaft“ an einen Tisch zu holen.
Im Rahmen der internationalen Fachmesse für Erlebnismarketing BEST OF EVENTS in den Westfalenhallen Dortmund veranstaltet die IST-Hochschule bereits zum 7. Mal das FORUM EVENT – einen Weiterbildungskongress für Young Professionals.

## Projekte
Die IST-Hochschule fördert das Projekt „Deutscher Fitnesswissenschaftsrat“ (gegründet von Stephan Geisler).
Mit der AOK Rheinland/Hamburg hat die IST-Hochschule eine Gesundheitspartnerschaft geschlossen, die die Gesundheit der Studierenden vielfältig und langfristig fördert. Einen Schwerpunkt bildet dabei die Stärkung der Gesundheitskompetenz. Durch das Projekt „Healthy Habits“ werden gesundheitsfördernde Strukturen gestärkt und implementiert sowie Daten zur Gesundheit der Studierenden erhoben.